# Kadusziuszok
Kadusziuszok, harcias ókori nép a Kaszpi-tenger nyugati oldalán lévő hegységben, az Araxésztől délre. Sztrabón tudósítása szerint jó parittyások és íjászok voltak.